# Epilacydes furcatula
Epilacydes furcatula là một loài bướm đêm thuộc phân họ Arctiinae, họ Erebidae.